# Ymeray
Ymeray település Franciaországban, Eure-et-Loir megyében. Lakosainak száma 574 fő (2022. január 1.). Ymeray Bailleau-Armenonville, Champseru, Gallardon, Le Gué-de-Longroi és Auneau-Bleury-Saint-Symphorien községekkel határos.

## Népesség
A település népessége az elmúlt években az alábbi módon változott:
| Lakosok száma | 292  | 416  | 469  | 571  | 625  | 635  | 612  | 575  | 564  | 574  |
|               | 1968 | 1982 | 1990 | 2006 | 2013 | 2015 | 2017 | 2019 | 2020 | 2022 |